# سكة حديد الكويت
سكة حديد الكويت، هو مشروع شبكة نقل بالسكك الحديدية قيد التصميم والإنشاء، يربط شمال دولة الكويت بجنوبها، ويضم ثلاثة مسارات بإجمالي أطوال 565 كيلو مترًا، ويرتكز على ثلاثة مسارات، هي الخليجي والتجاري والاقتصادي، ويضم عددًا من المحطات المتخصصة في التحميل والتخزين، إضافة إلى محطات لنقل الركاب وأخرى لعمليات الشحن ونقل البضائع، ومحطات للصيانة.

## مسارات سكة حديد الكويت
- المسار الخليجي والخاص بالربط الخليجي.[2]
- المسار التجاري والذي يصل حتی ميناء مبارك الكبير.
- المسار الاقتصادي والذي يربط بالمنطقة الشمالية والمناطق الاقتصادية المستحدثة.

## مراحل الإنشاء

### المرحلة الأولى

#### المسار الخليجي
- يبلغ طول المسار ما بين 111 و115 كيلو مترًا.
- عدد المحطات: 4 محطات «صيانة، تخزين، تحميل، ونقل ركاب والبضائع».
- موقف المسار من المخطط الهيكلي: مثبت.
- التكلفة التقديرية: 603 ملايين دينار.
- المدة التنفيذية المتوقعة: 77 شهرًا.
- طريقة التنفيذ: الشراكة بين القطاعين العام والخاص وفقًا لقانون هيئة الشراكة.